# パウウェイ・シナゴーグ銃撃事件
パウウェイ・シナゴーグ銃撃事件（パウウェイシナゴーグじゅうげきじけん、Poway synagogue shooting）は、2019年4月27日に、アメリカ合衆国カリフォルニア州パウウェイで発生した事件。AR-15ライフルで武装した人物が、シナゴーグ内で発砲し、1人の女性が殺害され、シナゴーグのラビを含む3人が負傷した。
攻撃は、安息日中のユダヤ人の過越祭の最終日に行われた。

## 容疑者
容疑者の名前で署名された、反ユダヤ主義的で人種主義的な公開状が、銃撃の直前に8chanに投稿された。
そこには、ユダヤ人が「ヨーロッパ人種を綿密に計画的に大量虐殺する」、ホワイトジェノサイドの陰謀を企てていると語られていた。
また、家族から反ユダヤ主義の考えを学んだことを否定した。 